# Noonkanbahita
La noonkanbahita és un mineral de la classe dels silicats, que pertany al grup de la batisita. Rep el nom per l'estació d'ovelles de Noonkanbah, a Austràlia, on Prider (1965) havia descrit un mineral de composició similar al que després va ser desacreditat. Els investigadors d'aquest (revalidat) mineral van decidir mantenir l'antic nom en lloc de canviar-lo pel nom de la nova localitat tipus.

## Característiques
La noonkanbahita és un inosilicat de fórmula química BaKNaTi₂(Si₄O₁₂)O₂. Va ser aprovada com a espècie vàlida per l'Associació Mineralògica Internacional l'any 2009. Cristal·litza en el sistema ortoròmbic. És isostructural amb la batisita i l shcherbakovita. És l'anàleg amb bari de la shcherbakovita, i amb potassi de la batisita.

## Formació i jaciments
Aquesta espècie va ser descrita a partir de les mostres obtingudes en dos indrets: la pedrera de Löhley, a Üdersdorf (Renània-Palatinat, Alemanya), i Tausonitovaya Gorka, al massís de Murunskii, a la república de Sakhà (Rússia). També ha estat descrita als monts Walgidee, al comtat de Derby-West Kimberley (Austràlia) i al districte miner de Leucite Hills, al comtat de Sweetwater (Wyoming, Estats Units). Aquests quatre indrets són els únics de tot el planeta on ha estat descrita aquesta espècie mineral.